# 路易斯·楚特
路易斯·阿诺尔德·楚特（德語：Louis Arnold Zutter，1865年12月2日—1946年11月10日），瑞士男子竞技体操运动员。他曾获得1896年夏季奥运会体操比赛男子鞍马金牌、男子跳马银牌和男子双杠银牌。